# Semidupleks

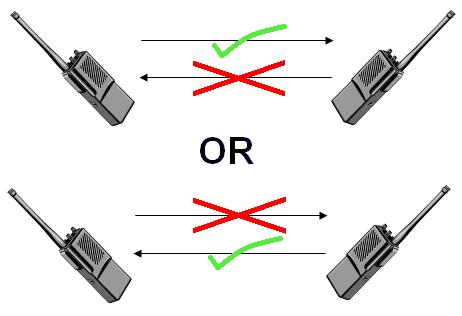
Transmisja typu półdupleks

Semidupleks (półdupleks) – tryb pracy w systemach radiokomunikacyjnych, w którym nadawanie i odbiór odbywają się na różnych częstotliwościach, ale nie mogą zachodzić jednocześnie. Stosowany jest w radiotelefonach współpracujących z przemiennikiem (repeaterem), gdzie nadajnik pracuje na częstotliwości f₁, a odbiornik na częstotliwości f₂. System wymaga dwóch kanałów częstotliwościowych i umożliwia komunikację naprzemienną między użytkownikiem a przemiennikiem.